# Missie 538
Missie 538 was een meerdaagse geldinzamelingsactie van de radiozender Radio 538. De actie werd van 2020 t/m 2022 jaarlijks halverwege december gehouden. Dj's van de radiozender zetten zich in voor diverse hulporganisaties.

## Algemeen
Tijdens de actie stond de radiozender 24 uur in het teken van geld ophalen. Dat gebeurde via het betaald aanvragen van muziek door luisteraars, het verkopen van merchandise en een veiling. Ook konden luisteraars eigen acties starten om daarmee geld in te zamelen. Direct een donatie doen was ook mogelijk. De opzet van het evenement had raakvlakken met 3FM Serious Request. De actie vond ook plaats in dezelfde week als Serious Request. 
Uitzendingen werden gedaan vanuit een gedecoreerde radiostudio in het hoofdgebouw van Radio 538. Gedurende de actie kwamen diverse artiesten en bekende Nederlanders spreken en optreden. Ook kwamen vertegenwoordigers van de organisaties waarvoor geld ingezameld werd aan het woord. De actie werd live uitgezonden op TV 538 en in de middag ook op SBS6.  
In de week na Missie 538 werd de Missie Top 538 uitgezonden, de lijst met de meest aangevraagde platen. Dit was vergelijkbaar met de Top Serious Request die in de week na Serious Request wordt uitgezonden op 3FM.
In 2023 besloot Radio 538 om te stoppen met de actie.

## Edities

### 2020
De eerste editie vond plaats in 2020. Destijds haalde Missie 538 geld op voor voedselbanken. De actie duurde van 14 tot en met 18 december. De opbrengst kwam uiteindelijk neer op € 1.116.035 welke werd verdeeld over regionale voedselbanken.

### 2021
Tijdens de editie van 2021 zette het station zich in voor twaalf verschillende doelen. Dit jaar vond de actie plaats van 17 tot en met 24 december. De programmering moest op het laatste moment gewijzigd worden, omdat dj Wietze de Jager een COVID-19-infectie had.
Voor elk doel was een streefbedrag vastgesteld. Werd voor het ene doel het streefbedrag behaalt, dan ging men verder actie voeren voor het volgende doel. Zo stond gedurende de week telkens één doel centraal. Uiteindelijk werd op de laatste dag van het evenement alle streefbedragen behaald, waarmee de actie voltooid was. Donaties die daarna binnenkwamen zijn verdeeld over de 12 doelen. De totale opbrengst bedroeg € 979.330.
De twaalf doelen waren:
| Doel                         | Opbrengst | Streefbedrag |
| ---------------------------- | --------- | ------------ |
| Dierenopvang Amsterdam (DOA) | € 42.343  | € 40.000     |
| Fonds Gehandicaptensport     | € 72.411  | € 71.000     |
| Hersenstichting              | € 46.361  | € 35.000     |
| Het Vergeten Kind            | € 52.466  | € 45.000     |
| Hulp voor Helden             | € 46.383  | € 35.000     |
| KNGF Geleidehonden           | € 42.381  | € 35.000     |
| Nationaal Ouderenfonds       | € 52.268  | € 50.000     |
| Plastic Soup Foundation      | € 28.198  | € 25.000     |
| Prinses Máxima Centrum       | € 319.358 | € 173.000    |
| Ronald McDonald Kinderfonds  | € 177.608 | € 160.000    |
| Stichting Babyspullen        | € 49.318  | € 40.000     |
| Stichting Hoogvliegers       | € 50.237  | € 32.500     |
|                              |           |              |
| Totaal                       | € 979.330 | € 741.500    |

### 2022
De derde editie vond plaats van 19 t/m 23 december. De opbrengst ging naar het Prinses Máxima Centrum in Utrecht. In totaal werd er € 4.278.466 opgehaald.

## Statistieken
Vanwege een beveiligingsprobleem met de MediaWiki Graph-software is het momenteel niet mogelijk deze grafiek weer te geven. Zodra de software is bijgewerkt zal de grafiek vanzelf weer zichtbaar worden.